# Isao Okano
Isao Okano (n. 20 ianuarie 1944, Ryugasaki, Prefectura Ibaraki, Japonia) este un judocan ce a reprezentat Japonia, medaliat olimpic. A participat la o ediție a Jocurilor Olimpice (1964) în care a câștigat o medalie de aur.

## Participări
Lista de mai jos prezintă principalele competiții la care a participat Isao Okano de-a lungul carierei.
- judo at the 1964 Summer Olympics – men's 80 kg[*]